# Parque nacional de Itatiaia
El Parque Nacional de Itatiaia es el primer parque nacional de Brasil, caracterizado por tener montañas de casi 3.000 m y una fauna y flora muy diversa debido a la altitud y al clima. El nombre Itatiaia viene del tupi y significa «peñasco lleno de puntas» (penhasco cheio de pontas).

## Localización

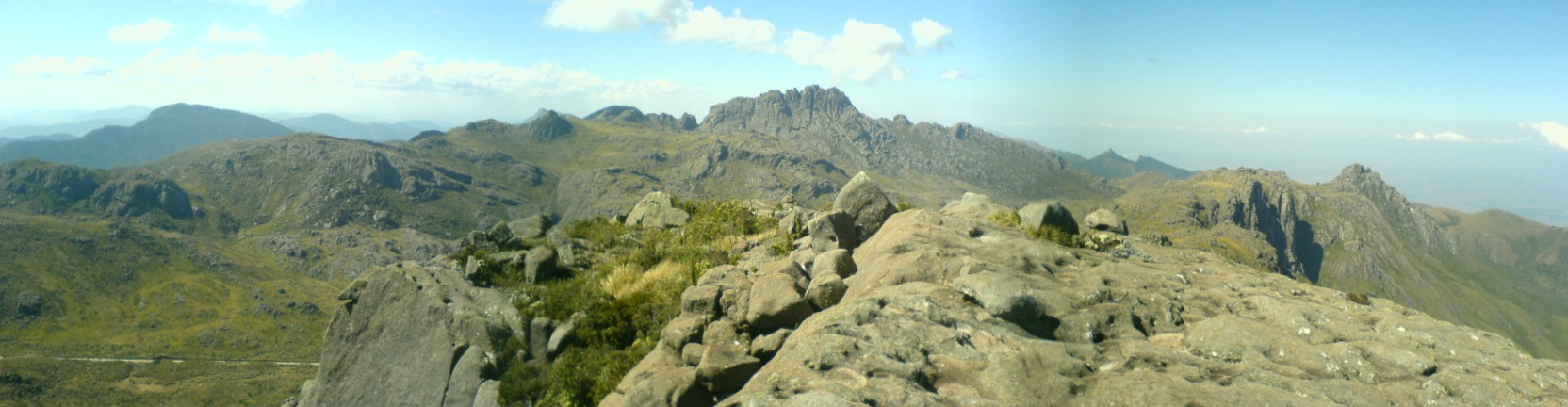
Panorama de la parte alta del parque.

El parque está ubicado en el macizo de Itatiaia, en la sierra de Mantiqueira, localizada en la frontera entre los estados de Río de Janeiro y Minas Gerais. El parque, en el sur del estado de Río de Janeiro, comprende parte de los municipios de Itatiaia y Resende, y en el sur del estado de Minas Gerais, los municipios de Itamonte, Alagoa y la Bocaina de Minas. Está situado geográficamente entre los paralelos 22º19' y 22°45' de latitud sur y los meridianos 44º15' y 44°50' de longitud oeste.
En el parque se localiza la carretera más alta de Brasil (2450 m).
El parque está dividido en dos partes:
- Sede del parque o parte baja, a la que se accede saliendo de Río de Janeiro o Sao Paulo y llegando a la ciudad de Itatiaia. El centro de visitantes, ubicado en la parte inferior del parque, tiene un museo con información básica sobre la flora y la fauna de la región, con animales de peluche y una biblioteca.

- Planalto  o parte alta a la que se accede saliendo de Río de Janeiro o Sao Paulo hasta Ingeniero Passos, seguido por la autopista BR-354.

## Historia
La zona pertenecía a Visconde de Mauá y fue adquirida por el Ministerio Federal en 1908 para la creación de dos centros coloniales para el cultivo de frutas. 
Fue en 1913 que el botánico Alberto Loefgren pidió al Ministerio de Agricultura crear un parque nacional en el macizo. En el mismo año, la idea del parque nacional recibió el apoyo de datos geológicos, botánicos y geógrafos en una conferencia celebrada en la Sociedad de Geografía de Río de Janeiro. 

## Geografía

### Geología

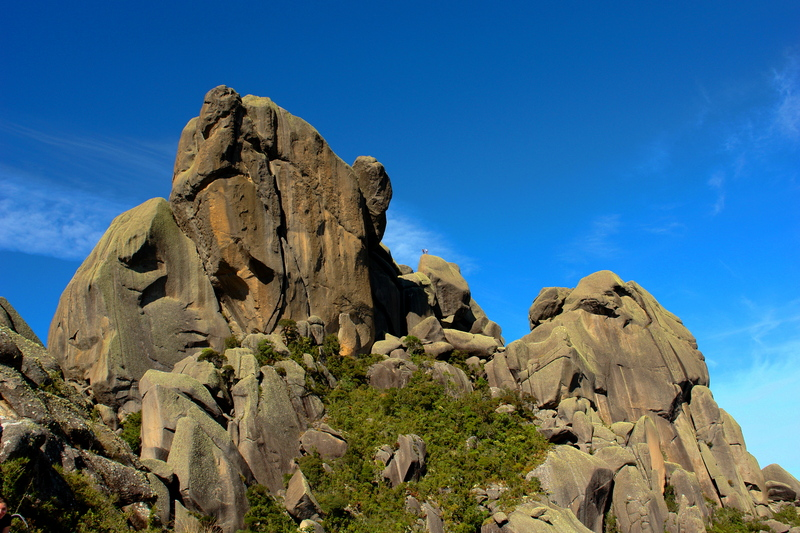

Las formaciones rocosas son consideradas como raras, que se encuentran poco en el resto del país, como el granito.

### Hidrografía
En la parte alta hay varios lagos, como el lago Bonita y el lago Dorado.
La red hidrográfica está formada por ríos de aguas cristalinas que forman piscinas naturales y cascadas. En el parque nacen varios ríos de las cuencas del río Paraíba del Sur y río Grande, siendo los más importantes:
- río Campo Belo
- río Maromba
- río Flores
- río Marimbondo
- río Negro
- río Aiuroca

### Clima
Durante el invierno brasileño, en los meses de julio y agosto, la temperatura disminuye en las precipitaciones y también demasiado, dejando el clima seco y muy frío. En consecuencia, en un país con casi el 93% de la zona situada en la zona tropical, se pueden producir fenómenos como el de las heladas en los campos y las plantas del parque y también la precipitación de nieve en los días de ocurrencia más estrictas locales, sin embargo, raras en los últimos años.

## Atracciones naturales

### Parte baja

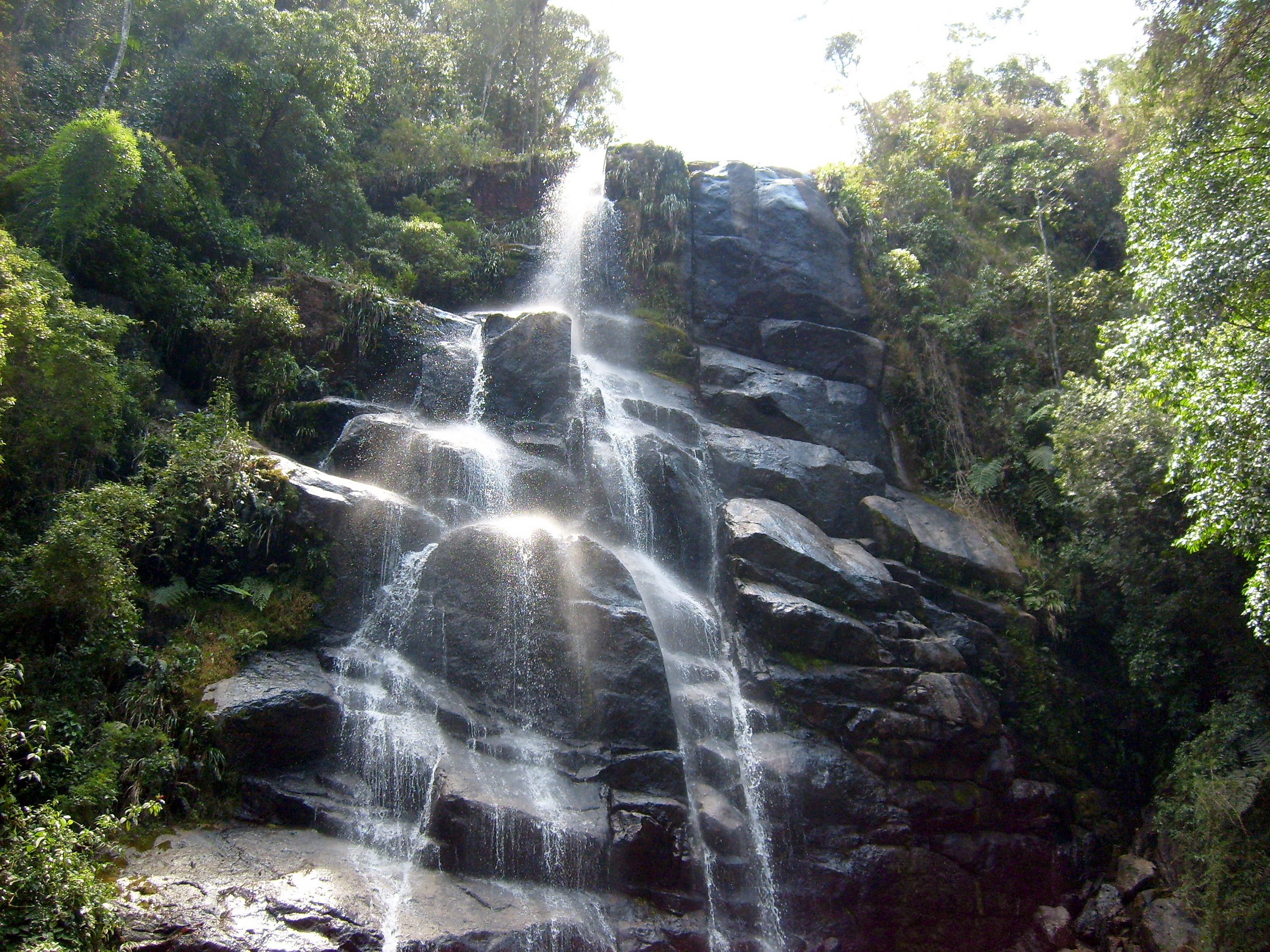
Catarata Velo de la Novia.

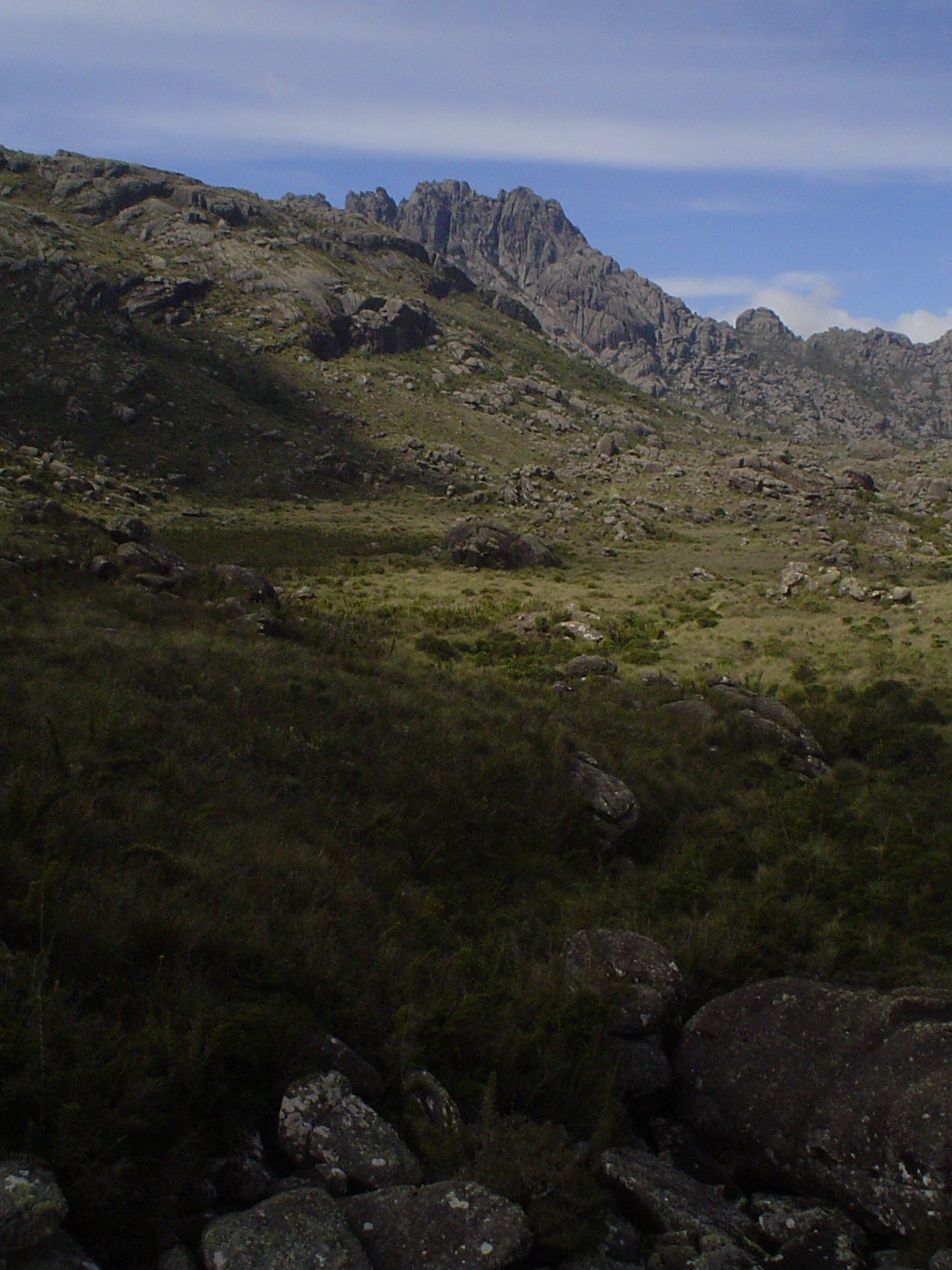
Pico de Agujas Negras.

- Lago Azul
- Catarata Poranga
- Catarata Maromba
- Catarata Itaporani
- Catarata Velo de la Novia
- Tres Picos
- Piedra Fundación
- Mirador del Último Adiós

### Parte alta
- Pico Itatiaia
- Pico de Agujas Negras
- Sierra de Maromba
- Los Estantes
- Piedra del Altar
- Pico Dos Hermanos
- Pico Cabeza del León

## Fauna
La fauna de la parte inferior es la más rica, provee refugios para los mamíferos, como el tepezcuintle, el quati y algunas especies de grandes, como el cerdo a matar y pecaríes. Con gran variedad de aves, como el colibrí así como los tucanes. La importancia de Itatiaia, para la conservación de las especies de aves es alto.

## Flora

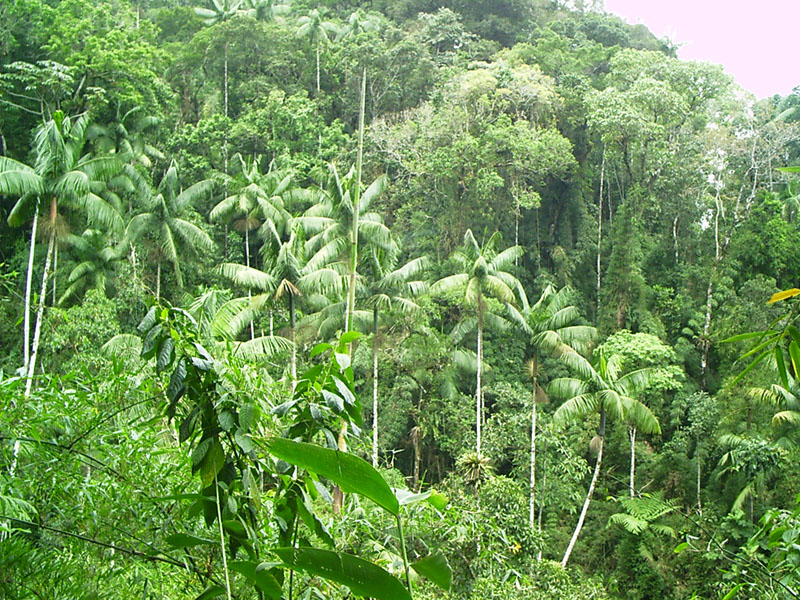
Flora en la parte baja.

En la ladera frente al Valle de Paraíba es exuberante la flora y la fauna, la hierba tiene el mayor índice de especies endémicas y sólo se compone de especies que se producen allí, como las bromelias y orquídeas, entre otros. 
Es uno de los cuatro lugares en los se puede encontrar al Buchenavia hoehneana, árbol amenazado de extinción.